# 郭若珍
郭若珍（1917年—），男，山西闻喜人，中华人民共和国政治人物，曾任中共青海省委统战部部长，青海省政协副主席兼秘书长，青海省人大常委会副主任。